# 羽合溫泉
羽合溫泉（日语：／ Hawai Onsen）是位於日本鳥取縣東伯郡湯梨濱町的溫泉度假地。近年羽合溫泉是鳥取縣內僅次於皆生溫泉、三朝溫泉和吉岡溫泉的遊客數第四之溫泉。羽合溫泉是三朝東鄉湖縣立自然公園的一部分，溫泉街位於湖岸。泉質屬於硫酸鹽泉。溫泉的源泉原本位於湖底。現在的溫泉街系由填湖取得。
羽合溫泉的日文寫法原本為漢字，源自當地地名羽合町（已於2004年併入湯梨濱町），1998年起改為平假名寫法，也令人聯想到日語發音相同的夏威夷（ハワイ）。